# Nanking (película)
Nankíng es una película documental de 2007 sobre la Masacre de Nankín, cometida en 1937 por el ejército japonés en la antigua capital Nankín (Nanking), China. Se inspiró en el libro de Iris Chang The Rape of Nanking (1997), que analiza la persecución, violación y asesinato de chinos por parte del Ejército Imperial Japonés en la entonces capital de Nankín al comienzo de la segunda guerra sino-japonesa (1937-1945). La película se basa en cartas y diarios de la época, así como en material de archivo y entrevistas con víctimas supervivientes y perpetradores de la masacre. Los actores contemporáneos interpretan el papel de los misioneros, profesores y empresarios occidentales que formaron la Zona de Seguridad de Nankín para proteger a los civiles de la ciudad de las fuerzas japonesas. Se presta especial atención al miembro del Partido Nazi John Rabe, un hombre de negocios alemán que organizó la Zona de Seguridad de Nankín, a Robert O. Wilson, un cirujano que permaneció en Nankín para atender a legiones de víctimas, y a Minnie Vautrin, una educadora misionera que prestó ayuda a miles de mujeres de Nankín.

## Actores de voz
- Hugo Armstrong – John Magee
- Rosalind Chao – Chang Yu Zheng
- Stephen Dorff – Lewis Smythe
- John Getz – George Ashmore Fitch
- Woody Harrelson – Bob Wilson
- Mariel Hemingway – Minnie Vautrin
- Michelle Krusiec – Yang Shu Ling
- Leah Liang Lewis (como Leah Liang) – Chica de la pancarta
- Chris Mulkey – Mills McCallum
- Jürgen Prochnow – John Rabe
- Sonny Saito – Higashi Sakai
- Graham Sibley – Miner Searle Bates
- Mark Valley – Director de escena
- Robert Wu – Li Pu

## Producción
La película fue conceptualizada y financiada por el vicepresidente de AOL, Ted Leonsis. Mientras estaba de vacaciones durante la Navidad de 2005 en San Bartolomé, Leonsis leyó The Rape of Nanking después de ver el obituario de la autora del libro, Iris Chang. El libro inspiró a Leonsis a investigar más a fondo la masacre y, finalmente, lo llevó a la creación del proyecto cinematográfico.
Leonsis había expresado su deseo de que la película se estrenara en cines, así como en DVD, televisión y cable. Espera utilizar las ventas locales de DVD como plataforma publicitaria para las empresas que quieran entrar en el mercado chino. También expresó interés en que la película esté disponible de forma gratuita en línea y dijo: "Conseguiremos un patrocinador", "No me preocupa la piratería. Quiero que la gente comparta la película".

## Estreno y reacciones
Nanking ha recibido numerosas críticas positivas, incluida una de Reuters que dice que la "película bellamente elaborada... honra la más alta vocación del cine documental". Fue aceptada en el Festival de Cine de Sundance en enero de 2007 y nominada al Gran Premio del Jurado (Documental); la película recibió honores por edición de documental. En 2008, este documental recibió el Premio Peabody. El cineasta nacionalista japonés de derecha Satoru Mizushima calificó la película como un "montaje de China para controlar la inteligencia" y planeó lanzar su propio documental, The Truth About Nanjing, en el que la masacre se presenta como mera propaganda política. En su blog, el productor de Nanking, Ted Leonsis, respondió diciendo: "Nuestra película no es una película antijaponesa. Es una película contra la guerra".
En julio de 2007, la película tuvo su prémier en Pekín y se estrenó en China.
El 19 de noviembre de 2007, Nanking fue nombrada por la Academia de Artes y Ciencias Cinematográficas como una de las 15 películas en su lista de finalistas al Oscar de largometraje documental. No se mantuvo cuando la lista se redujo a las cinco nominaciones finales. Guttentag, Sturman y Bentley recibieron una nominación al premio del Writers Guild of America al mejor guion documental.